# Lymantria rosina
Lymantria rosina är en fjärilsart som beskrevs av Arnold Pagenstecher 1900. Lymantria rosina ingår i släktet Lymantria och familjen tofsspinnare. Inga underarter finns listade i Catalogue of Life.